# Eleições legislativas portuguesas de 1976 no distrito de Bragança
| Eleições legislativas portuguesas de 1976 Distritos: Aveiro \| Beja \| Braga \| Bragança \| Castelo Branco \| Coimbra \| Évora \| Faro \| Guarda \| Leiria \| Lisboa \| Portalegre \| Porto \| Santarém \| Setúbal \| Viana do Castelo \| Vila Real \| Viseu \| Açores \| Madeira \| Estrangeiro |

## Resultados por Concelho
Os resultados nos concelhos do Distrito de Bragança foram os seguintes:

### Alfândega da Fé
| Partido                 | Partido                     | Votos | %               |
| ----------------------- | --------------------------- | ----- | --------------- |
|                         | Centro Democrático e Social | 1 555 | 33,56 / 100,00  |
|                         | Partido Popular Democrático | 1 479 | 31,92 / 100,00  |
|                         | Partido Socialista          | 936   | 20,20 / 100,00  |
|                         | Partido Comunista Português | 147   | 3,17 / 100,00   |
|                         | Partido Popular Monárquico  | 66    | 1,42 / 100,00   |
|                         | Outros                      | 202   | 4,36 / 100,00   |
| Votos Inválidos         | Votos Inválidos             | 248   | 5,35 / 100,00   |
| Total                   | Total                       | 4 633 | 100,00 / 100,00 |
| Eleitorado/Participação | Eleitorado/Participação     | 5 557 | 83,37 / 100,00  |

### Bragança
| Partido                 | Partido                     | Votos  | %               |
| ----------------------- | --------------------------- | ------ | --------------- |
|                         | Centro Democrático e Social | 5 848  | 31,56 / 100,00  |
|                         | Partido Popular Democrático | 5 064  | 27,33 / 100,00  |
|                         | Partido Socialista          | 4 647  | 25,08 / 100,00  |
|                         | Partido Comunista Português | 537    | 2,90 / 100,00   |
|                         | Frente Socialista Popular   | 240    | 1,33 / 100,00   |
|                         | Outros                      | 901    | 4,85 / 100,00   |
| Votos Inválidos         | Votos Inválidos             | 1 295  | 6,99 / 100,00   |
| Total                   | Total                       | 18 532 | 100,00 / 100,00 |
| Eleitorado/Participação | Eleitorado/Participação     | 23 152 | 80,04 / 100,00  |

### Carrazeda de Ansiães
| Partido                 | Partido                     | Votos | %               |
| ----------------------- | --------------------------- | ----- | --------------- |
|                         | Partido Popular Democrático | 2 223 | 36,66 / 100,00  |
|                         | Centro Democrático e Social | 2 079 | 34,28 / 100,00  |
|                         | Partido Socialista          | 1 041 | 17,17 / 100,00  |
|                         | Partido Comunista Português | 104   | 1,72 / 100,00   |
|                         | Outros                      | 278   | 4,58 / 100,00   |
| Votos Inválidos         | Votos Inválidos             | 339   | 5,59 / 100,00   |
| Total                   | Total                       | 6 064 | 100,00 / 100,00 |
| Eleitorado/Participação | Eleitorado/Participação     | 7 669 | 79,07 / 100,00  |

### Freixo de Espada à Cinta
| Partido                 | Partido                     | Votos | %               |
| ----------------------- | --------------------------- | ----- | --------------- |
|                         | Partido Popular Democrático | 1 030 | 32,16 / 100,00  |
|                         | Partido Socialista          | 867   | 27,07 / 100,00  |
|                         | Centro Democrático e Social | 672   | 20,98 / 100,00  |
|                         | Partido Comunista Português | 116   | 3,62 / 100,00   |
|                         | Partido Popular Monárquico  | 41    | 1,28 / 100,00   |
|                         | Aliança Operária Camponesa  | 38    | 1,19 / 100,00   |
|                         | Frente Socialista Popular   | 34    | 1,06 / 100,00   |
|                         | Outros                      | 117   | 3,65 / 100,00   |
| Votos Inválidos         | Votos Inválidos             | 288   | 8,99 / 100,00   |
| Total                   | Total                       | 3 203 | 100,00 / 100,00 |
| Eleitorado/Participação | Eleitorado/Participação     | 4 100 | 78,12 / 100,00  |

### Macedo de Cavaleiros
| Partido                 | Partido                      | Votos  | %               |
| ----------------------- | ---------------------------- | ------ | --------------- |
|                         | Partido Popular Democrático  | 3 942  | 36,19 / 100,00  |
|                         | Centro Democrático e Social  | 3 219  | 29,55 / 100,00  |
|                         | Partido Socialista           | 2 223  | 20,41 / 100,00  |
|                         | Partido Comunista Português  | 264    | 2,42 / 100,00   |
|                         | Partido da Democracia Cristã | 128    | 1,18 / 100,00   |
|                         | Outros                       | 521    | 4,78 / 100,00   |
| Votos Inválidos         | Votos Inválidos              | 596    | 5,47 / 100,00   |
| Total                   | Total                        | 10 893 | 100,00 / 100,00 |
| Eleitorado/Participação | Eleitorado/Participação      | 13 528 | 80,52 / 100,00  |

### Miranda do Douro
| Partido                 | Partido                     | Votos | %               |
| ----------------------- | --------------------------- | ----- | --------------- |
|                         | Partido Popular Democrático | 1 467 | 28,86 / 100,00  |
|                         | Centro Democrático e Social | 1 397 | 27,48 / 100,00  |
|                         | Partido Socialista          | 1 237 | 24,34 / 100,00  |
|                         | União Democrática Popular   | 103   | 2,03 / 100,00   |
|                         | Partido Comunista Português | 99    | 1,95 / 100,00   |
|                         | Frente Socialista Popular   | 73    | 1,44 / 100,00   |
|                         | Outros                      | 221   | 4,34 / 100,00   |
| Votos Inválidos         | Votos Inválidos             | 486   | 9,56 / 100,00   |
| Total                   | Total                       | 5 083 | 100,00 / 100,00 |
| Eleitorado/Participação | Eleitorado/Participação     | 6 837 | 74,35 / 100,00  |

### Mirandela
| Partido                 | Partido                     | Votos  | %               |
| ----------------------- | --------------------------- | ------ | --------------- |
|                         | Partido Popular Democrático | 5 162  | 36,42 / 100,00  |
|                         | Partido Socialista          | 3 459  | 24,41 / 100,00  |
|                         | Centro Democrático e Social | 3 207  | 22,63 / 100,00  |
|                         | Partido Comunista Português | 530    | 3,74 / 100,00   |
|                         | Outros                      | 704    | 4,97 / 100,00   |
| Votos Inválidos         | Votos Inválidos             | 1 110  | 7,84 / 100,00   |
| Total                   | Total                       | 14 172 | 100,00 / 100,00 |
| Eleitorado/Participação | Eleitorado/Participação     | 17 749 | 79,85 / 100,00  |

### Mogadouro
| Partido                 | Partido                      | Votos | %               |
| ----------------------- | ---------------------------- | ----- | --------------- |
|                         | Partido Popular Democrático  | 3 765 | 47,44 / 100,00  |
|                         | Centro Democrático e Social  | 1 825 | 22,99 / 100,00  |
|                         | Partido Socialista           | 1 389 | 17,50 / 100,00  |
|                         | Partido Comunista Português  | 123   | 1,55 / 100,00   |
|                         | Partido da Democracia Cristã | 104   | 1,31 / 100,00   |
|                         | Outros                       | 346   | 4,37 / 100,00   |
| Votos Inválidos         | Votos Inválidos              | 385   | 4,85 / 100,00   |
| Total                   | Total                        | 7 937 | 100,00 / 100,00 |
| Eleitorado/Participação | Eleitorado/Participação      | 9 911 | 80,08 / 100,00  |

### Torre de Moncorvo
| Partido                 | Partido                     | Votos | %               |
| ----------------------- | --------------------------- | ----- | --------------- |
|                         | Centro Democrático e Social | 2 223 | 30,37 / 100,00  |
|                         | Partido Socialista          | 1 878 | 25,66 / 100,00  |
|                         | Partido Popular Democrático | 1 876 | 25,63 / 100,00  |
|                         | Partido Comunista Português | 176   | 2,40 / 100,00   |
|                         | MRPP                        | 96    | 1,31 / 100,00   |
|                         | Outros                      | 397   | 5,42 / 100,00   |
| Votos Inválidos         | Votos Inválidos             | 673   | 9,20 / 100,00   |
| Total                   | Total                       | 7 319 | 100,00 / 100,00 |
| Eleitorado/Participação | Eleitorado/Participação     | 9 752 | 75,05 / 100,00  |

### Vila Flor
| Partido                 | Partido                     | Votos | %               |
| ----------------------- | --------------------------- | ----- | --------------- |
|                         | Partido Popular Democrático | 1 396 | 28,24 / 100,00  |
|                         | Centro Democrático e Social | 1 382 | 27,96 / 100,00  |
|                         | Partido Socialista          | 1 287 | 26,04 / 100,00  |
|                         | Partido Comunista Português | 176   | 3,56 / 100,00   |
|                         | MRPP                        | 58    | 1,17 / 100,00   |
|                         | União Democrática Popular   | 54    | 1,09 / 100,00   |
|                         | Outros                      | 246   | 4,98 / 100,00   |
| Votos Inválidos         | Votos Inválidos             | 344   | 6,96 / 100,00   |
| Total                   | Total                       | 4 943 | 100,00 / 100,00 |
| Eleitorado/Participação | Eleitorado/Participação     | 6 173 | 80,07 / 100,00  |

### Vimioso
| Partido                 | Partido                     | Votos | %               |
| ----------------------- | --------------------------- | ----- | --------------- |
|                         | Partido Popular Democrático | 1 798 | 43,15 / 100,00  |
|                         | Partido Socialista          | 862   | 20,69 / 100,00  |
|                         | Centro Democrático e Social | 692   | 16,61 / 100,00  |
|                         | Frente Socialista Popular   | 85    | 2,04 / 100,00   |
|                         | Partido Comunista Português | 59    | 1,42 / 100,00   |
|                         | Outros                      | 204   | 4,89 / 100,00   |
| Votos Inválidos         | Votos Inválidos             | 467   | 11,21 / 100,00  |
| Total                   | Total                       | 4 167 | 100,00 / 100,00 |
| Eleitorado/Participação | Eleitorado/Participação     | 5 417 | 76,92 / 100,00  |

### Vinhais
| Partido                 | Partido                      | Votos  | %               |
| ----------------------- | ---------------------------- | ------ | --------------- |
|                         | Centro Democrático e Social  | 2 861  | 33,88 / 100,00  |
|                         | Partido Popular Democrático  | 2 425  | 28,72 / 100,00  |
|                         | Partido Socialista           | 1 686  | 19,96 / 100,00  |
|                         | Partido Comunista Português  | 230    | 2,72 / 100,00   |
|                         | Frente Socialista Popular    | 118    | 1,40 / 100,00   |
|                         | Partido da Democracia Cristã | 97     | 1,15 / 100,00   |
|                         | União Democrática Popular    | 88     | 1,04 / 100,00   |
|                         | Outros                       | 246    | 2,92 / 100,00   |
| Votos Inválidos         | Votos Inválidos              | 694    | 8,22 / 100,00   |
| Total                   | Total                        | 8 445  | 100,00 / 100,00 |
| Eleitorado/Participação | Eleitorado/Participação      | 11 148 | 75,75 / 100,00  |